# Gorica (Prozor-Rama)
Pour les articles homonymes, voir Gorica.
Gorica (en cyrillique : Горица) est un village de Bosnie-Herzégovine. Il est situé dans la municipalité de Prozor-Rama, dans le canton d'Herzégovine-Neretva et dans la fédération de Bosnie-et-Herzégovine. Selon les premiers résultats du recensement bosnien de 2013, il compte 68 habitants.

## Géographie
Le village est au bord de la rivière Rama.

## Démographie

### Évolution historique de la population dans la localité
| 1948 | 1953 | 1961 | 1971 | 1981 | 1991 | 2013 |
| ---- | ---- | ---- | ---- | ---- | ---- | ---- |
| -    | -    | 210  | 184  | 236  | 192  | 68   |

|  |